# 蒙泰尔帕罗
蒙泰尔帕罗（義大利語：Montelparo），是意大利费尔莫省的一个市镇。总面积21.57平方公里，人口879人，人口密度40.8人/平方公里（2009年）。ISTAT代码为044043。

## 簡介
該鎮以前在費爾莫方言中稱為蒙特貝雷(Montèrbere)，位於費爾莫省的一座山頂上，位於阿蘇河谷上方，位於錫比利尼山脈和亞得里亞海之間。